# Diamantová liga
Diamantová liga IAAF (anglicky IAAF Diamond League) je atletický seriál, který od roku 2010 nahradil předcházející Zlatou ligu. Pořádá ho mezinárodní atletická federace IAAF.

## Vznik
Hlavními motivy pro nahrazení Zlaté ligy bylo rozšířit soutěž mimo Evropu, pokrýt všechny atletické disciplíny, vytvořit sérii motivující k útokům na osobní a světové rekordy, podpořit ekonomickou a organizační úroveň světové atletiky.
Značná pozornost byla věnována marketingu Diamantové ligy, jehož součástí bylo i jmenování čtrnácti ambasadorů soutěže z řad mistrů světa včetně Asafy Powella, Allyson Felixové, Usaina Bolta nebo Barbory Špotákové.

## Pravidla
Na rozdíl od Zlaté ligy, kde byl na programu vždy jen určitý, každý rok se měnící výběr disciplín, je Diamantová liga každoročně vypisována ve všech atletických disciplínách s výjimkou hodu kladivem, chodeckých disciplín, vícebojů a maratonu. Současně byl zrušen tzv. jackpot, o který se po skončení někdejší Zlaté ligy dělili nejúspěšnější atleti příslušného ročníku ligy, bez ohledu na svou disciplínu.
Soutěží se v 32 disciplínách, na celkem 14 mítincích. Každá disciplína je vypisována vždy na polovině z nich, atlet má tedy možnost v rámci své disciplíny startovat celkem sedmkrát.
Celkovým vítězem disciplíny v Diamantové lize se stává ten atlet, který v průběhu seriálu získá nejvíce bodů za jednotlivá umístění. Původně se bodovala první tři místa (1. místo – 4 body, 2. místo – 2 body, 3. místo – 1 bod), finále seriálu se bodovalo dvojnásobně. Od roku 2016 je zaveden nový bodovací systém, při kterém jsou bodována umístění až do šestého místa včetně. Dvojnásobný počet bodů za finálový závod zůstal zachován.
| umístění | počet bodů | počet bodů ve finále |
| -------- | ---------- | -------------------- |
| 1. místo | 10         | 20                   |
| 2. místo | 6          | 12                   |
| 3. místo | 4          | 8                    |
| 4. místo | 3          | 6                    |
| 5. místo | 2          | 4                    |
| 6. místo | 1          | 2                    |

Při rovnosti bodů rozhoduje počet získaných prvních míst, a pokud je i tento stejný, je dalším rozhodovacím kritériem pro konečné pořadí umístění na finálovém mítinku Diamantové ligy.
Podmínkou pro celkové vítězství v Diamantové lize je účast ve finále.
Odměnou za vítězství v seriálu měl být čtyřkarátový diamant, v každém mítinku bylo rozděleno v roce 2010 na finančních odměnách 416 tisíc dolarů. Krátce před skončením prvního ročníku seriálu ale pořadatelé oznámili, že místo diamantů získá každý vítěz 40 tisíc dolarů. Věcnou součástí odměny se nakonec stala 4,9 kilogramu vážící Diamantová cena (Diamond Trophy), kterou vytvořil švýcarský klenotník Carlo Mutschler.
Vítěz každé disciplíny navíc získává i tzv. divokou kartu, která mu automaticky umožňuje start na nejbližším mistrovství světa. Jeho zemi tak na světovém šampionátu mohou ve vítězné disciplíně reprezentovat až čtyři atleti: kromě jeho samotného i další tři atleti, kteří už ovšem musejí splnit příslušné limity IAAF. Například vítězství Jakuba Vadlejcha v ročníku 2016 otevřelo cestu pro účast čtyř českých oštěpařů na mistrovství světa v Londýně v roce 2017.
V současné době má každá disciplína v rámci jednoho mítinku přidělenou dotaci 30 tisíc dolarů, což při 16 disciplínách každého jednotlivého mítinku představuje úhrnnou sumu 480 tisíc dolarů na každý díl Diamantové ligy. O tyto prize money se v rámci každé jednotlivé disciplíny a každého jednotlivého mítinku dělí vždy osm atletů. Prémii 40 000 dolarů získává navíc i nadále celkový vítěz každé disciplíny.
| umístění | finanční odměna |
| -------- | --------------- |
| 1. místo | 10 000 dolarů   |
| 2. místo | 6 000 dolarů    |
| 3. místo | 4 000 dolarů    |
| 4. místo | 3 000 dolarů    |
| 5. místo | 2 500 dolarů    |
| 6. místo | 2 000 dolarů    |
| 7. místo | 1 500 dolarů    |
| 8. místo | 1 000 dolarů    |

Teoreticky si tedy každý účastník Diamantové ligy může po skončení ročníku odnést z jedné disciplíny až 110 000 dolarů (7 x 10 000 dolarů za jednotlivá vítězství + 40 000 dolarů za celkové vítězství v disciplíně).

## Seznam mítinků v roce 2025
Seriál tvoří celkem 14 mítinků v Asii, Evropě a Americe. V roce 2016 se mítink Diamantové ligy konal poprvé i na africkém kontinentu – newyorský mítink byl nahrazen marockým Rabatem.
| Pořadí | Mítink                            | Datum            | Místo      | Stadion                          |
| ------ | --------------------------------- | ---------------- | ---------- | -------------------------------- |
| 1.     | Diamantová liga Xiamen            | 26.4.2025        | Sia-men    | Stadion Xiamen Egret             |
| 2.     | Shanghai Golden Grand Prix        | 3.5.2025         | Šanghaj    | Šanghajský stadion               |
| 3.     | Doha Diamond League               | 16.5.2025        | Dauhá      | Chalífův mezinárodní stadion     |
| 4.     | Meeting international Mohammed-VI | 25.5.2025        | Rabat      | Stadion prince Moulaye Abdellaha |
| 5.     | Golden Gala                       | 6.6.2025         | Řím        | Stadio Olimpico                  |
| 6.     | Bislett Games                     | 11.- 12.6.2025   | Oslo       | Bislett Stadion                  |
| 7.     | Bauhaus-Galan                     | 14.- 15.6.2025   | Stockholm  | Olympijský stadion               |
| 8.     | Meeting de Paris                  | 20.6.2025        | Paříž      | Stade Sébastien-Charléty         |
| 9.     | Prefontaine Classic               | 5.7.2025         | Eugene     | Hayward Field                    |
| 10.    | Meeting Herculis                  | 11.7.2025        | Monako     | Stade Louis II.                  |
| 11.    | London Grand Prix                 | 19.7.2025        | Londýn     | Olympijský stadion (Londýn)      |
| 12.    | Memoriál Kamily Skolimowské       | 16.8.2025        | Chořov     | Slezský stadion                  |
| 13.    | Athletissima                      | 20.8.2025        | Lausanne   | Olympijský stadion v Pontaise    |
| 14.    | Memoriál Van Dammeho              | 22.8.2025        | Brusel     | Stadion krále Baudouina          |
| 15.    | Weltklasse Zürich                 | 27.8.- 28.8.2025 | Curych     | Letzigrund                       |
| 16.    | British Grand Prix                | Ne               | Birmingham | Alexandrův stadion               |
| 17.    | Adidas Grand Prix                 | Ne               | New York   | Stadion Icahn                    |
| 18.    | Golden Gala                       | Ne               | Florencie  | Stadio Luigi Ridolfi             |

### Rekordy – muži
| Disciplína                   | Rekord             | Atlet                                                    | Míting                               | Město       |
| ---------------------------- | ------------------ | -------------------------------------------------------- | ------------------------------------ | ----------- |
| 100 m                        | 9,69 (-0.1 m/s)    | Yohan Blake                                              | Athletissima 2012                    | Lausanne    |
| 200 m                        | 19,26 (+0.7 m/s)   | Yohan Blake                                              | Memorial Van Damme 2011              | Brusel      |
| 400 m                        | 43,60              | Michael Norman                                           | Prefontaine Classic 2022             | Eugene      |
| 600 m                        | 1:13,10            | David Lekuta Rudisha                                     | British Grand Prix 2016              | Birmingham  |
| 800 m                        | 1:41,11            | Emmanuel Wanyonyi                                        | Athletissima 2024                    | Lausanne    |
| 1000 m                       | 2:13,49            | Ayanleh Souleiman                                        | Athletissima 2016                    | Lausanne    |
| 1500 m                       | 3:26,69            | Asbel Kipruto Kiprop                                     | Herculis 2015                        | Fontvieille |
| 1 míle                       | 3:43,73            | Jakob Ingebrigtsen                                       | Prefontaine Classic 2023             | Eugene      |
| 2000 m                       | 4:50,01            | Jakob Ingebrigtsen                                       | Bislett Games 2020                   | Oslo        |
| 3000 m                       | 7:17.55            | Jakob Ingebrigtsen                                       | Memoriál Kamily Skolimowské 2024     | Chořov      |
| 2 míle                       | 7:54,10            | Jakob Ingebrigtsen                                       | Meeting Areva 2023                   | Paříž       |
| 5000 m                       | 12:35,36           | Joshua Cheptegei                                         | Herculis 2020                        | Fontvieille |
| 10000 m                      | 26:43,16           | Kenenisa Bekele                                          | Memorial Van Damme 2011              | Brusel      |
| 20000 m                      | 56:20,02           | Bašír Abdi                                               | Memorial Van Damme 2020              | Brusel      |
| Hodinovka                    | 21 330 metrů       | Mohamed Farah                                            | Memorial Van Damme 2020              | Brusel      |
| 110 m překážek               | 12,80 (+0.3 m/s)   | Aries Merritt                                            | Memorial Van Damme 2012              | Brusel      |
| 400 m překážek               | 46,28              | Karsten Warholm                                          | Memoriál Kamily Skolimowské 2025     | Chořov      |
| 3 000 m překážek             | 7:52,11            | Lamecha Girma                                            | Meeting Areva 2023                   | Paříž       |
| Skok do výšky                | 243 cm             | Mutaz Essa Baršim                                        | Memorial Van Damme 2014              | Brusel      |
| Skok o tyči                  | 628 cm             | Armand Duplantis                                         | Bauhaus-Galan 2025                   | Stockholm   |
| Skok daleký                  | 865 cm (-0.5 m/s)  | Juan Miguel Echevarría                                   | Weltklasse Zürich 2019               | Curych      |
| Trojskok                     | 18,11 m (+0.8 m/s) | Christian Taylor                                         | Prefontaine Classic 2017             | Eugene      |
| Vrh koulí                    | 23,23 m            | Joe Kovacs                                               | Weltklasse Zürich 2022               | Curych      |
| Hod diskem                   | 71,70 m            | Mykolas Alekna                                           | Aviva London Grand Prix 2025         | Stratford   |
| Hod kladivem                 | 83,16 m            | Rudy Winkler                                             | Prefontaine Classic 2025             | Eugene      |
| Hod oštěpem                  | 93,90 m            | Thomas Röhler                                            | Qatar Athletic Super Grand Prix 2017 | Dauhá       |
| 4 × 100 m štafeta            | 37,45              | Michael Rodgers Tyson Gay Wallace Spearmon Trell Kimmons | Weltklasse Zürich 2010               | Curych      |
| 4 × 400 m štafeta            | 3:01,76            | Jack Green Chris Clarke Conrad Williams Nigel Levine     | Golden Gala 2012                     | Řím         |
| Zdroj na IAFF Diamond League |                    |                                                          |                                      |             |

### Rekordy – ženy
| Disciplína                   | Rekord             | Atlet                                                                   | Míting                               | Město       |
| ---------------------------- | ------------------ | ----------------------------------------------------------------------- | ------------------------------------ | ----------- |
| 100 m                        | 10,54 (+0.9 m/s)   | Elaine Thompsonová                                                      | Prefontaine Classic 2021             | Eugene      |
| 200 m                        | 21,48              | Shericka Jacksonová                                                     | Memoriál Van Dammeho 2023            | Eugene      |
| 400 m                        | 48,57              | Nickisha Pryceová                                                       | Aviva London Grand Prix 2024         | Londýn      |
| 800 m                        | 1:54,25            | Caster Semenyaová                                                       | Meeting Areva 2018                   | Paříž       |
| 1000 m                       | 2:29,15            | Faith Kipyegonová                                                       | Herculis 2020                        | Fontvieille |
| 1500 m                       | 3:49,04            | Faith Kipyegonová                                                       | Meeting Areva 2024                   | Paříž       |
| 1 míle                       | 4:07,64            | Faith Kipyegonová                                                       | Herculis 2023                        | Fontvieille |
| 2000 m                       | 5:19,70            | Jessica Hullová                                                         | Herculis 2024                        | Fontvieille |
| 3000 m                       | 8:07,04            | Faith Kipyegonová                                                       | Memoriál Kamily Skolimowské 2025     | Chořov      |
| 2 míle                       | 8:59,08            | Francine Niyonsabaová                                                   | Prefontaine Classic 2022             | Eugene      |
| 5000 m                       | 13:58.06           | Beatrice Chebetová                                                      | Prefontaine Classic 2025             | Eugene      |
| 10000 m                      | 28:54,14           | Beatrice Chebetová                                                      | Prefontaine Classic 2024             | Eugene      |
| Hodinovka                    | 18 930 metrů       | Sifan Hassanová                                                         | Memorial Van Damme 2020              | Brusel      |
| 100 m překážek               | 12,19 (+1,4 m/s)   | Masai Russellová                                                        | Memoriál Kamily Skolimowské 2025     | Chořov      |
| 400 m překážek               | 51,30              | Femke Bolová                                                            | Aviva London Grand Prix 2024         | Londýn      |
| 3 000 m překážek             | 8:44,32            | Beatrice Chepkoechová                                                   | Herculis 2018                        | Fontvieille |
| Skok do výšky                | 210 cm             | Jaroslava Mahučichová                                                   | Meeting Areva 2024                   | Paříž       |
| Skok o tyči                  | 501 cm             | Anželika Sidorovová                                                     | Weltklasse Zürich 2021               | Curych      |
| Skok daleký                  | 725 cm (+1.6 m/s)  | Brittney Reeseová                                                       | Qatar Athletic Super Grand Prix 2013 | Dauhá       |
| Trojskok                     | 15,52 m (+0.6 m/s) | Yulimar Rojasová                                                        | Athletissima 2021                    | Lausanne    |
| Vrh koulí                    | 21,03 m            | Valerie Adamsová                                                        | Golden Gala 2012                     | Řím         |
| Hod diskem                   | 71,38 m            | Sandra Perkovićová                                                      | Qatar Athletic Super Grand Prix 2018 | Dauhá       |
| Hod kladivem                 | 78,88 m            | Camryn Rogersová                                                        | Prefontaine Classic 2025             | Eugene      |
| Hod oštěpem                  | 69,57 m            | Christina Obergföllová                                                  | Weltklasse Zürich 2011               | Curych      |
| 4×100 m štafeta              | 41,55              | Imani-Lara Lansiquotová Dina Asher-Smithová Amy Huntová Daryll Neitaová | Aviva London Grand Prix 2024         | Londýn      |
| 4×400 m štafeta              | 3:28.38            | Carys McAulayová Ama Pipiová Lina Nielsenová Nicole Kendallová          | Bislett Games 2023                   | Oslo        |
| Zdroj na IAFF Diamond League |                    |                                                                         |                                      |             |